# Шаркан, Иштван
Иштван Шаркан (произношение: [ˈiʃtvaːn ˈʃaːrkaːɲ]; 5 августа 1913 года — 28 ноября 2009 года) — венгерский гимнаст, участник Олимпийских игр 1936 года, олимпийский судья, тренер по гимнастике.
В 22-х летнем возрасте Шаркан представлял Венгрию на летних Олимпийских играх 1936 года в Берлине. Он участвовал во всех соревнованиях Олимпиады по спортивной гимнастике. Лучшими его достижениями было 29-е место в упражнениях на коне и 31 место в опорном прыжке. Он также занял 64-е место в мужском многоборье.
На его карьеру гимнаста повлияла Вторая мировой войны, так как из-за войны были отменены Олимпийские игры в 1940 и 1944 годах.
Войны и нацистский режим оказали влияние и на личную жизнь Шаркана и его первый брак с гимнасткой Агнеш Келети. Еврейка Келети прослышала, что замужних женщин не угоняют в нацистские лагеря и в 1944 году поспешно вышла замуж за Шаркана. Они развелись в 1950 году после окончания войны. Келети прославилась на Олимпийских играх 1952 года в Хельсинки и 1956 года в Мельбурне. На них она завоевала в общей сложности 10 медалей. Свою 11-ю медаль она получила за командное серебро венгерской женской команды в многоборье. До сих пор она остается одной из самых титулованных венгерских спортсменов — олимпийцев всех времен. В истории Олимпийских игр она считается выдающейся еврейской спортсменкой. Травмы не дали ей возможности выступить в 1948 году на Олимпийских играх в Лондоне.
Шаркан получил известность своей долгой жизнью в венгерской и мировой гимнастике. Он участвовал в Олимпийских играх 1952 года в Хельсинки — в соревнованиях на брусьях, на Олимпийских играх 1956 года в Мельбурне, на Олимпийских играх 1960 года в Риме — в конных соревнованиях и на играх 1964 года в Токио — соревнования на брусьях. Занимался судейством в 1968 году в Мехико и в 1972 году — в Мюнхене.
Шаркан показан в документальных фильмах, включая фильмы об Олимпийских играх 1956 года в Мельбурне. После войны часть венгерских спортсмен разбрелась по миру. Кто-то уехал в Австралию, кто-то в США. Пятикратная олимпийская чемпионка Агнеш Келети эмигрировала в Австралию, потом Израиль, где и живёт по сей день. Иштван остался в Венгрии, где продолжил судейскую карьеру.
Иштван Шаркан скончался 28 ноября 2009 года. Некролог подчеркивал его вклад в венгерский спорт и в спортивную гимнастику.